# Marianne Matti
Marianne Matti (* 1929), mit bürgerlichem Namen Gertrud Dietiker, ist eine Schweizer Schauspielerin.

## Leben
Marianne Matti stammte ursprünglich aus dem Berner Oberland. Sie wuchs in Aarau auf und nahm später Schauspielunterricht bei Ernst Ginsberg und Max Werner Lenz. Sie spielte beim Central-Theater Zürich, im Atelier-Theater Bern sowie im Cabaret "Kikeriki" in Basel. Mit dem Puppentheater «Holzöpfel» ging sie auf Tournee, die Halt in vielen Schweizer Städten machte.
1948 lernte sie im Unterricht Werner Koelliker kennen, den sie 1952 heiratete und mit ihm im gleichen Jahr eine Reise durch Frankreich unternahm. Die Ehe hielt aber nur wenig länger als zehn Jahre.
Das erste Mal vor der Kamera stand sie für die Produktion über die Migros «Familie M Junior» aus dem Jahr 1953 von Regisseur Franz Schnyder. Im gleichen Jahr bewarb sie sich als erste Fernsehansagerin für das Schweizer Fernsehen. Sie kam unter die letzten drei; die Wahl fiel allerdings auf Rosmarie Burri.
Matti ist vor allem bekannt für die Rolle als Elisi in den Gotthelf-Verfilmungen Uli der Knecht (1954) und Uli der Pächter (1955). Sie spielte 1956 noch im Film Tapfere Heidemarie (Originaltitel «S'Waisechind vo Engelberg»).
Sie arbeitete später als Sprachtherapeutin und wohnt heute in Bremgarten AG.